# Azorella echegarayi
Azorella echegarayi är en växtart i släktet Azorella och familjen flockblommiga växter. Den beskrevs av Georg Hans Emmo Wolfgang Hieronymus och fick sitt nu gällande namn av Gregory M. Plunkett och Antoine N. Nicolas.
Arten är en liten buske som förekommer i Mendoza och San Juan i Argentina.